# Ragana (Ort)
Ragana (deutsch Kremon) ist eine Ortschaft in Lettland etwa 50 Kilometer nordöstlich von Riga. Ragana ist der Hauptort der Gemeinde Krimulda im Bezirk Sigulda. Entwickelt hat sich die Ortschaft um eine einstige Poststation an der Landstraße von Riga nach Dorpat (estn. Tartu). Maskottchen von Ragana ist eine Hexe (lett. ragana).

## Nähere Umgebung
Bei Inčukalns südlich von Ragana werden natürliche unterirdische Hohlräume als Erdgaslager genutzt.

## Schloss Krimulda
7 km östlich des heutigen Ragana baute das dem Erzbistum Riga zugehörige Rigaer Domkapitel ab 1255 die Burg Cremon. Sie wurde im Livländischen Krieg 1559 von russischen Truppen angegriffen und 1601, bei einem schwedischen Kriegszug in der „Zeit der Wirren“, zerstört und als Schloss neu erbaut. Im Großen Nordischen Krieg wurde Schloss Kremon (andere Schreibweise: Schloss Cremon) zerstört. Nach dem Vorbild der norditalienischen Villa Rotonda wurde es neu errichtet. Bis 1817 befand sich Schloss Kremon als Herrenhaus des Rittergutes Kremon (deshalb auch „Herrenhaus Kremon“ genannt) im Besitz der Familie Helmersen, von 1817 bis 1921 im Besitz der Familie Lieven.
Zwischen 1922 und 1928 wurde im Herrenhaus Krimulda (so der lettische Name) im Auftrag des Lettischen Roten Kreuzes das erste Staatliche Sanatorium für Knochentuberkulose eingerichtet. Von 1948 bis 1991 war darin eine Grund- und Mittelschule untergebracht. Zwischen 1991 und 1995 misslangen verschiedene Versuche, im Herrenhaus Krimulda wieder Rehabilitationskliniken, u. a. für Kinder und Jugendliche, zu etablieren. Nach mehrjährigem Leerstand übernahm 2002 die Rehabilitācijas centrs „Krimulda“ GmbH das Anwesen. Schloss Krimulda steht unter Denkmalschutz.

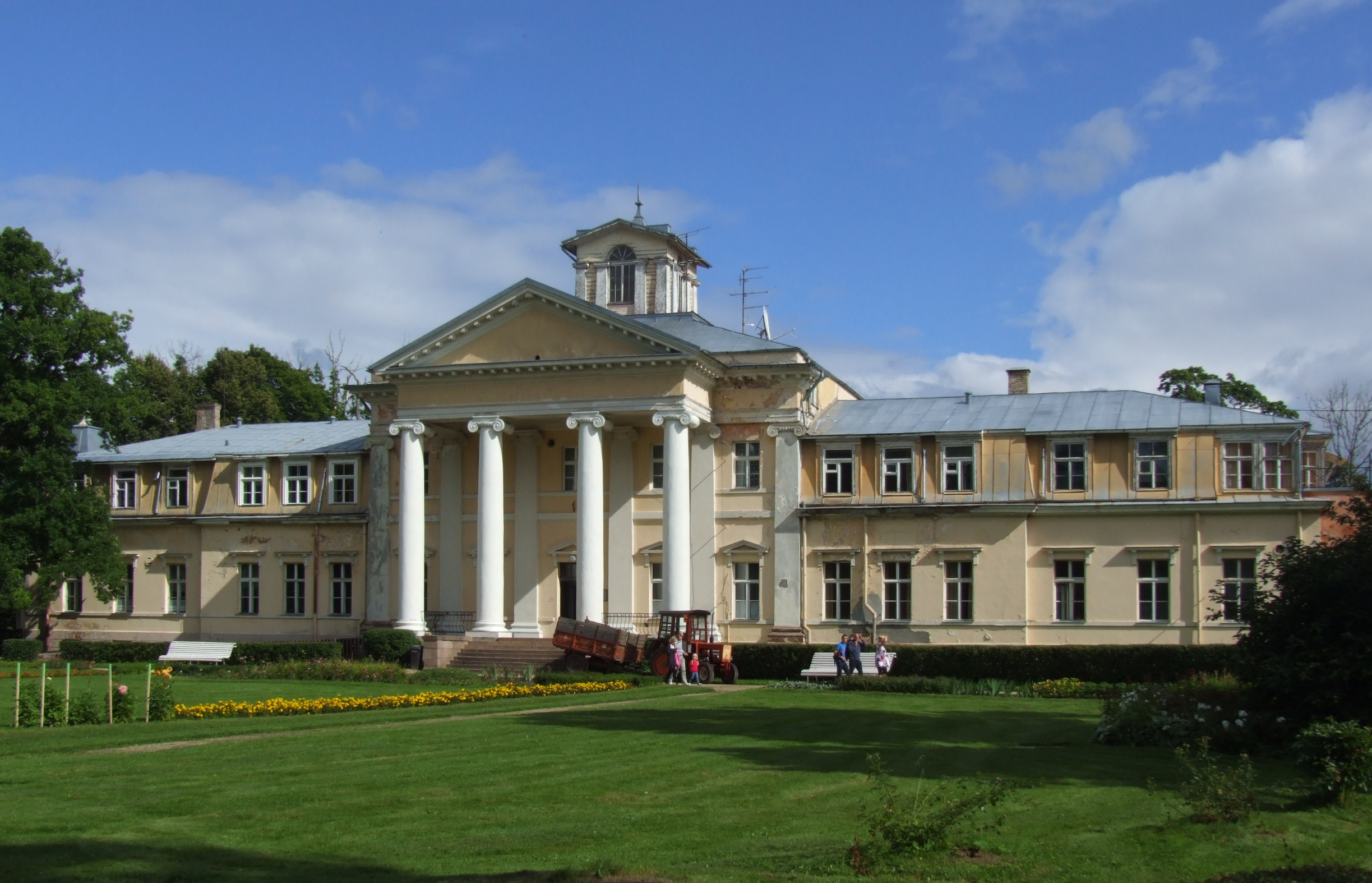
Schloss Krimulda
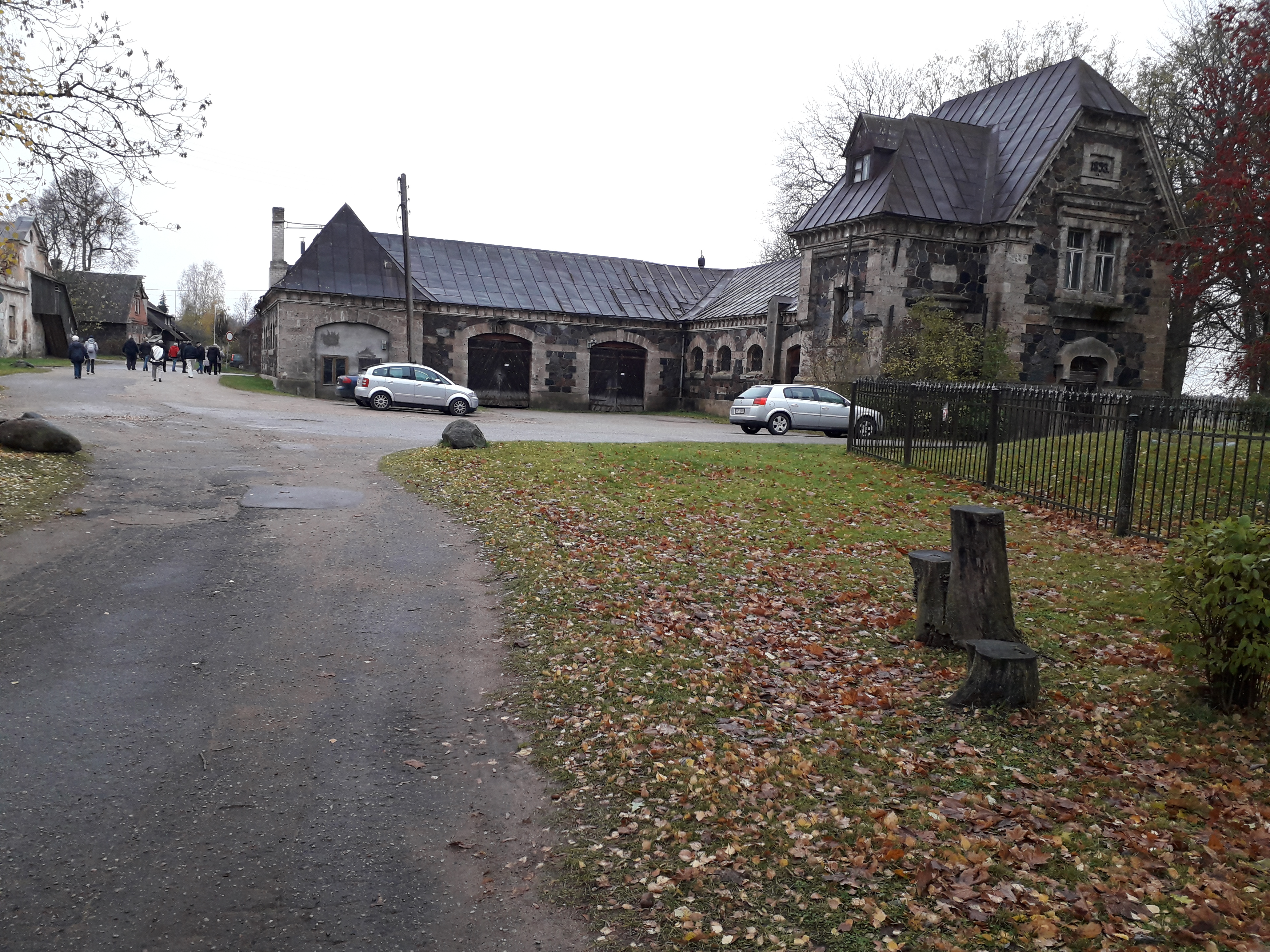
Gut Krimulda mit Wohnanlagen
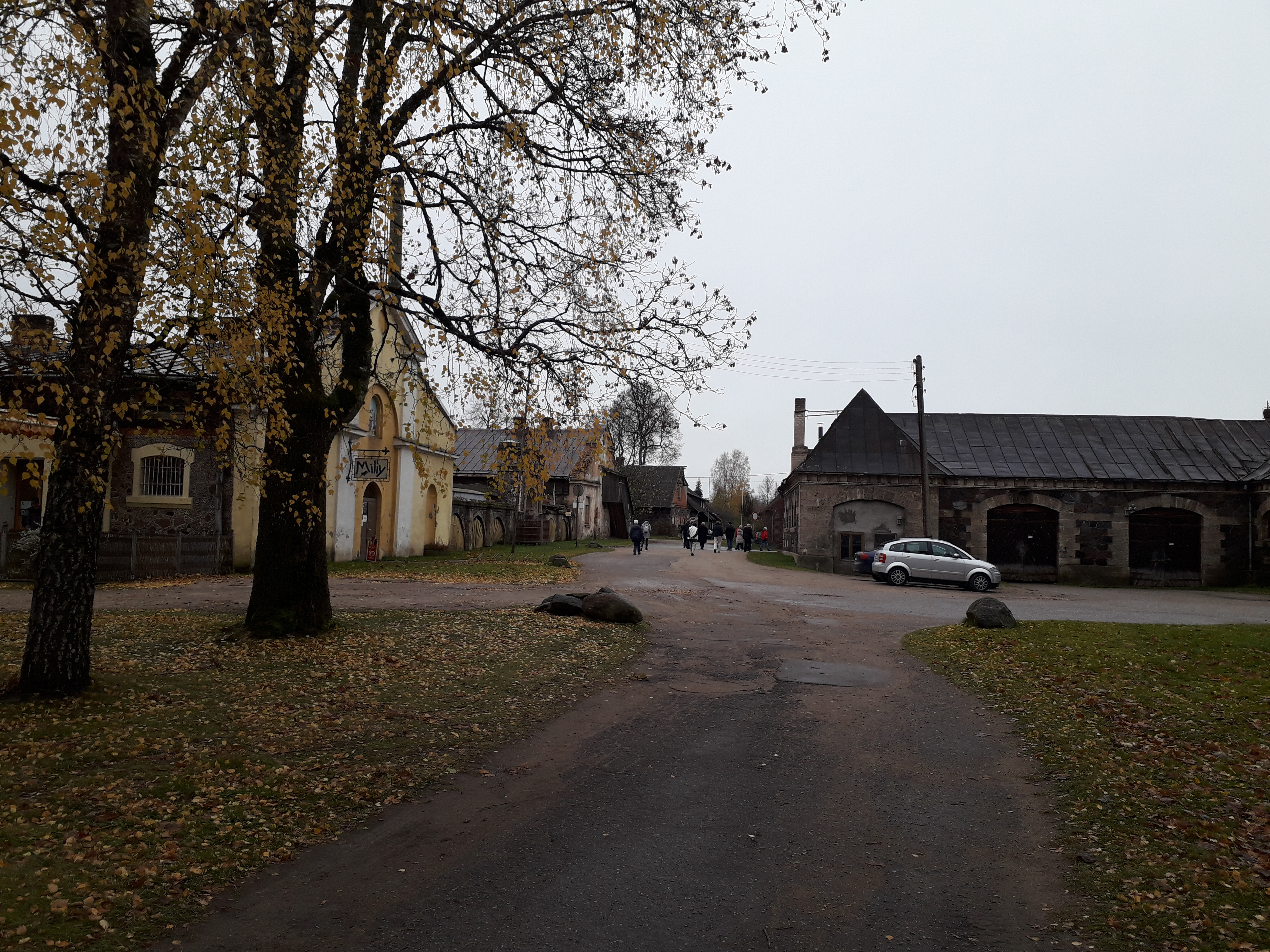
Gutshof
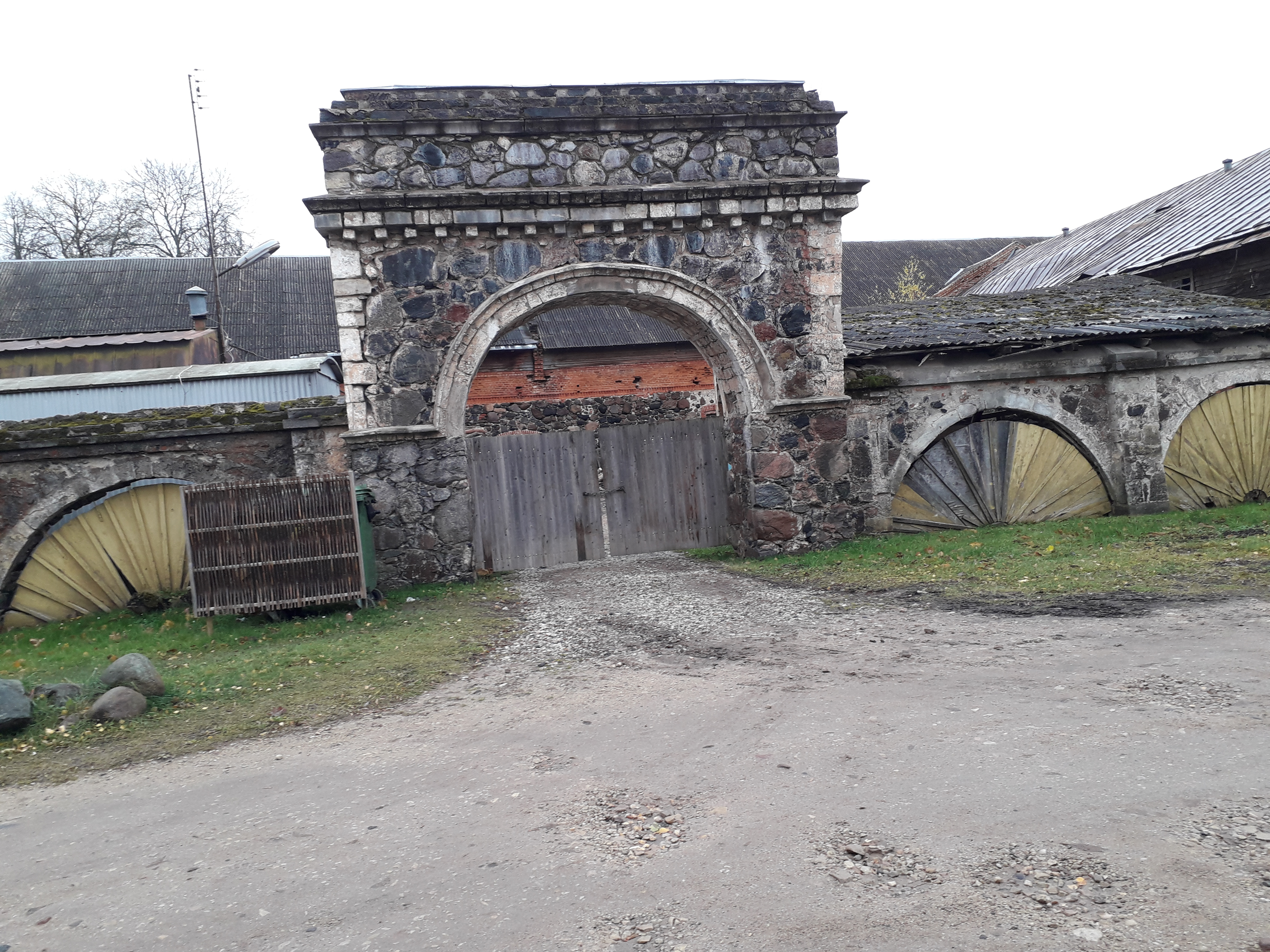
Altes Eingangstor
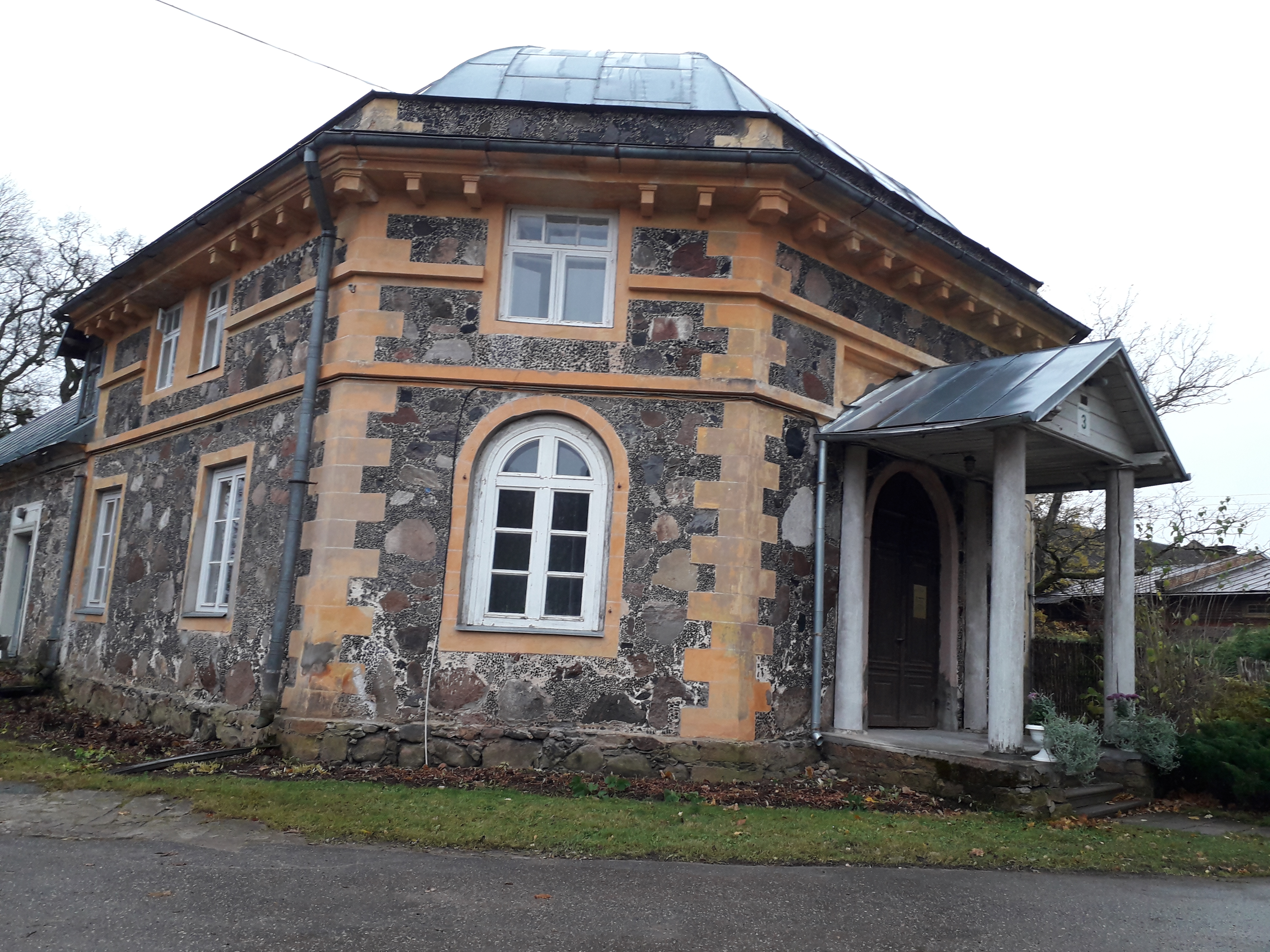
Pavillon
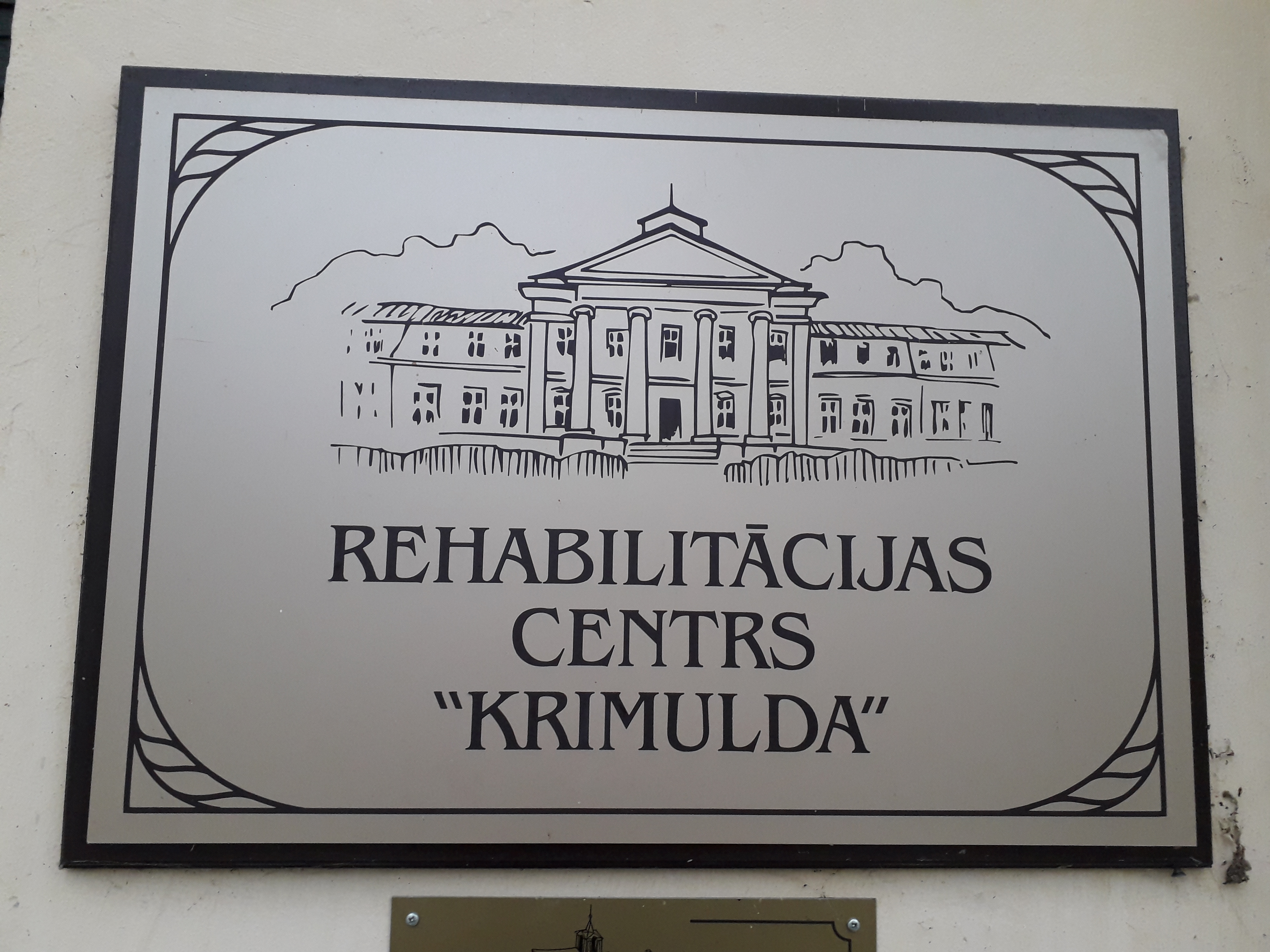
Schild zum Rehabilitationszentrum

## Söhne und Töchter des Ortes
- Georg Johann Daniel Poelchau (1773–1836), Musiker, Privatgelehrter und Musikaliensammler, in Kremon geboren
- Paul von Lieven (1821–1881), livländischer Landmarschall